# Zasavica I
Zasavica I (cyr. Засавица I) – wieś w Serbii, w Wojwodinie, w okręgu sremskim, w mieście Sremska Mitrovica. W 2011 roku liczyła 836 mieszkańców.